# Arthur Sullivan
Sir Arthur Seymour Sullivan (Londra, 13 maggio 1842 – Londra, 22 novembre 1900) è stato un compositore britannico, conosciuto soprattutto per la sua collaborazione con lo scrittore e librettista William Schwenck Gilbert nella scrittura di operette.

## Biografia
Sullivan nacque a Londra il 13 maggio 1842 da Thomas Sullivan e Mary Clementina Coghlan. Suo padre era il direttore di una banda, e non appena Arthur raggiunse l'età di otto anni era già esperto in tutti gli strumenti che la componevano. A scuola iniziò a comporre inni e canzoni e nel 1856 vinse il Mendelssohn Prize e studiò alla Royal Academy of Music a Londra e quindi a Lipsia dove iniziò a dirigere l'orchestra. Il suo pezzo composto per la laurea, ottenuta nel 1861, fu per le musiche di scena de La Tempesta di William Shakespeare. Riveduto ed ampliato esso venne rappresentato al Teatro Crystal Palace di Londra nel 1862 ed ottenne un immediato successo.
Egli iniziò a costruirsi la fama di più promettente giovane compositore inglese, componendo una sinfonia, un concerto e la acclamata Overture di Ballo nel 1870.
I suoi primi lavori per canto furono The Masque at Kenilworth nel (1864); un oratorio, The Prodigal Son nel (1869); una cantata drammatica, On Shore and Sea nel (1871); una canzone, The Window o The Song of the Wrens nel (1871). Egli compose anche un balletto, L'Île Enchantée e musiche di scena per un notevole numero di lavori di Shakespeare. Questi lavori non furono però sufficienti per mantenerlo a galla in questo periodo. Egli lavorò anche come organista e compose molti inni, compreso Onward, Christian Soldiers nel 1872 e diverse canzoni popolari. La sua prima opera di successo fu Cox and Box del (1867) all'Adelphi Theatre di Londra, seguita dall'operetta The Contrabandista del (1867) a Londra, entrambe su libretto di Francis Cowley Burnand e la prima con John Maddison Morton. L'operetta The Zoo con il libretto di Benjamin Charles Stephenson va in scena nel 1875 nel St James's Theatre di Londra.